# Torre de Binifadet
Koordinaten: 39° 51′ 6″ N, 4° 15′ 26″ O

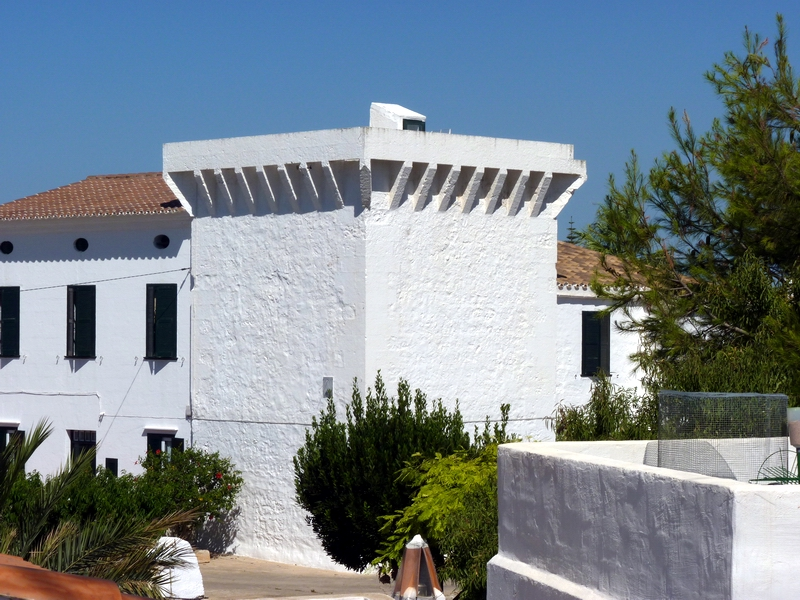
Seitenansicht

Der Torre de Binifadet ist ein ehemaliger Verteidigungsturm aus dem 14. Jahrhundert in der Gemeinde von San Luis, Menorca. 
Der Turm ist in sehr gutem Zustand erhalten. Er hat einen quadratischen Grundriss von sechs Meter auf jeder Seite und eine Höhe von 13 Meter mit außergewöhnlichem dickem Mauerwerk. Die obere Terrasse wird von einer umlaufenden Reihe von Pechnasen gekrönt. Der Turmzugang zu den zwei Stockwerke befindet sich im angrenzenden Gebäude. Das Stadthaus stammt aus einer viel späteren Zeit.
Die Anlage steht unter Denkmalschutz und wurde unter RI-51-0008585 im Register Bien de interés cultural eingetragen. Der Turm ist derzeit Teil eines privaten Wohnsitzes.